# Goo Goo Dolls
Goo Goo Dolls är ett amerikanskt alternativt rockband från Buffalo, New York. Gruppen bildades 1986 av John Rzeznik (gitarr/sång) och Robby Takac (elbas/sång) och hette då Sex Maggots, vilket snart byttes till Goo Goo Dolls. Originaltrummis var George Tutuska. 
De debuterade 1987 med albumet Goo Goo Dolls. 1991 hade man med tre låtar på soundtracket till filmen Terror på Elm Street 6, "You Know What I Mean", "I'm Awake Now" och "Two Days in February". Det kommersiella genombrottet kom 1995 med deras femte album, A Boy Named Goo, bland annat innehållande hiten "Name". Efter albumet lämnade Tutuska bandet till följd av interna bråk med Rzeznik. Han ersattes av Mike Malinin. 
Goo Goo Dolls blev tillfrågade att skriva ledmotivet till filmen Änglarnas stad. Efter att Rzeznik sett filmen skrev han "Iris", som kom att bli bandets största hit någonsin. Den fanns även med på albumet Dizzy Up the Girl. 2001 gavs bandets första samlingsalbum ut, med titeln What I Learned About Ego, Opinion, Art & Commerce. 
Den 4 juli 2004 höll Goo Goo Dolls en gratiskonsert i hemstaden Buffalo inför 50 000 personer. Konserten spelades in och gavs ut som livealbumet Live in Buffalo: July 4th 2004.
John Rzeznik spelade även in låten "I'm Still Here" som är soundtrack i Disneys animerade film Skattkammarplaneten som är baserad på klassikern Skattkammarön av Robert Louis Stevenson.

## Medlemmar
Nuvarande medlemmar

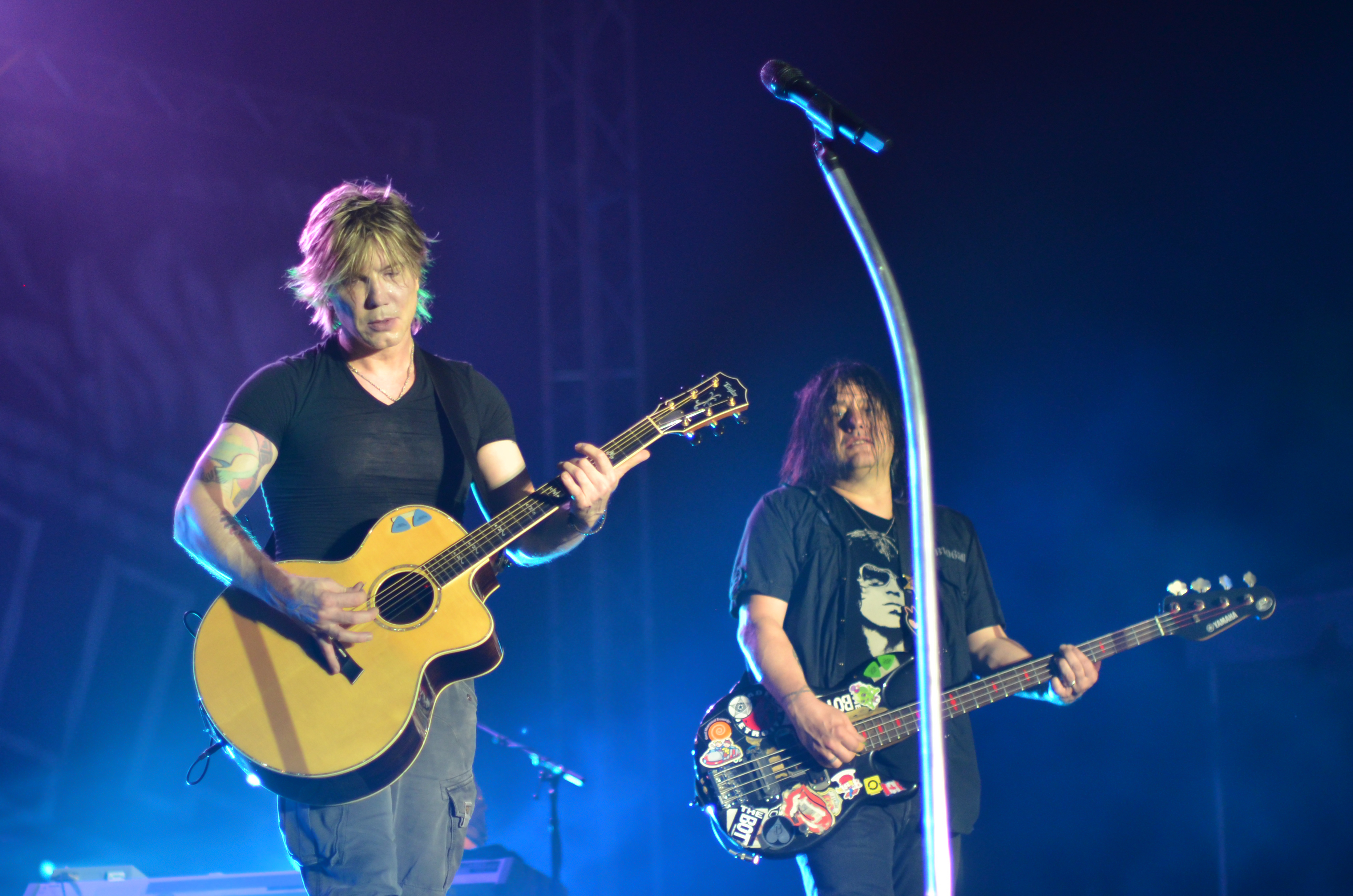
Goo Goo Dolls 2013. Från vänster: Johnny Rzeznik, Robby Takac.

- Johnny Rzeznik – gitarr, sång, keyboard (1986– )
- Robby Takac – basgitarr, sång (1986– )

Nuvarande turnerande medlemmar
- Brad Fernquist – gitarr, mandolin, bakgrundssång (2006– )
- Craig Macintyre – trummor, percussion (2014– )
- Jim McGorman – keyboard, gitarr, bakgrundssång (2018– )

Tidigare medlemmar
- George Tutuska – trummor, percussion, sång (1986–1994)
- Mike Malinin – trummor, percussion (1994–2013)

Tidigare turnerande medlemmar
- Lance Diamond – sång (1986–2014)
- Nathan December – gitarr, mandolin, bakgrundssång (1998–2000)
- Dave Schulz – keyboard, bakgrundssång (1998–2000)
- Jason Freese – keyboard, dragspel, saxofon, bakgrundssång (2001–2004)
- Greg Suran – gitarr, mandolin, percussion, bakgrundssång (2002–2006)
- Paul Gordon – keyboard, bakgrundssång (2004–2006)
- Korel Tunador – keyboard, gitarr, saxofon, bakgrundssång (2006–2018)
- Scott Eric Olivier – keyboard, gitarr, bakgrundssång (2009)
- Rick Woolstenhulme Jr. – trummor, percussion (2013–2014)

## Diskografi

### Studioalbum
- 1987 – Goo Goo Dolls
- 1989 – Jed
- 1990 – Hold Me Up
- 1993 – Superstar Car Wash
- 1995 – A Boy Named Goo
- 1998 – Dizzy Up the Girl
- 2002 – Gutterflower
- 2006 – Let Love In
- 2010 – Something for the Rest of Us
- 2013 – Magnetic
- 2016 – Boxes

### Livealbum
- 2004 – Live in Buffalo: July 4th 2004

### Samlingsalbum
- 2001 – What I Learned About Ego, Opinion, Art & Commerce
- 2007 – Greatest Hits Vol. 1 - The Singles
- 2008 – Vol. 2